# Crocidura hikmiya
Crocidura hikmiya е вид бозайник от семейство Земеровкови (Soricidae). Видът е застрашен от изчезване.

## Разпространение
Разпространен е в Шри Ланка.